# 引额供水工程

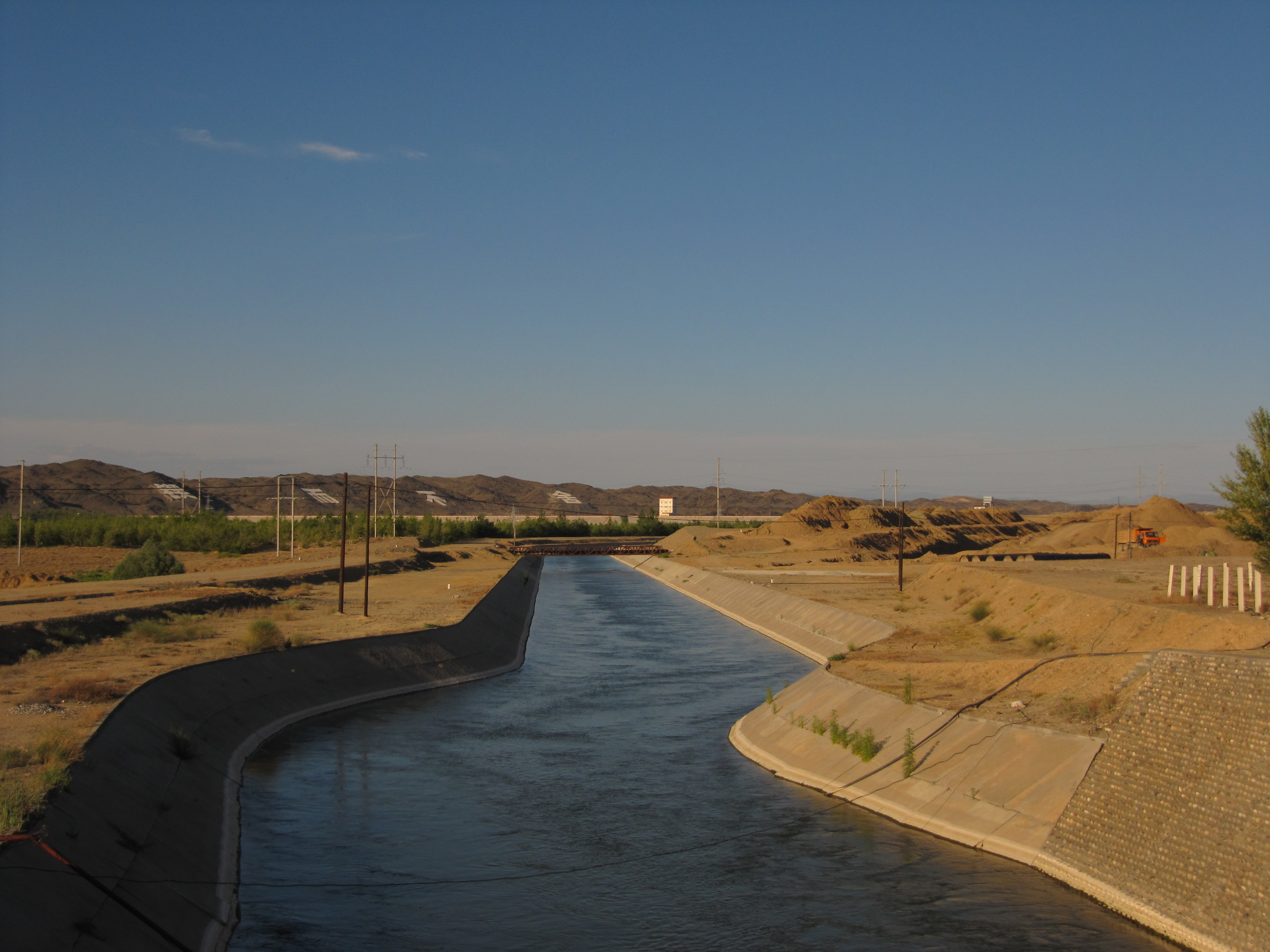
635工程水库，沿工程河道向南直至克拉玛依

引额供水工程是新疆维吾尔自治区北部的水利工程，工程包括在额尔齐斯河干流上修建“635”水利枢纽和喀腊塑克水利枢纽工程，通过170公里长的沙漠明渠、15公里长的软岩隧洞和10.8公里长、160米水头的三个泉倒虹吸工程。供水的方向有：
- 引额济海工程：向乌伦古湖供水，于1969年开工建设，又于1988年扩建，让逐渐干渴的乌伦古湖恢复了水位
- 引额济克工程：投资约50亿元向克拉玛依供水，以解决油田工业用水、城市用水和农牧业用水，1996年开工建设，2000年8月建成通水，并在市区形成穿城河[2]。
- 引额济乌工程：总投资56.6亿元向乌鲁木齐供水，第一步修建全长376公里的南干渠，于2001年9月开工，2005年9月建成完成，第二步修建喀腊塑克水利枢纽、布尔津河西水东引一期工程、扩建总干渠和南干渠[3]。